# 尼爾斯

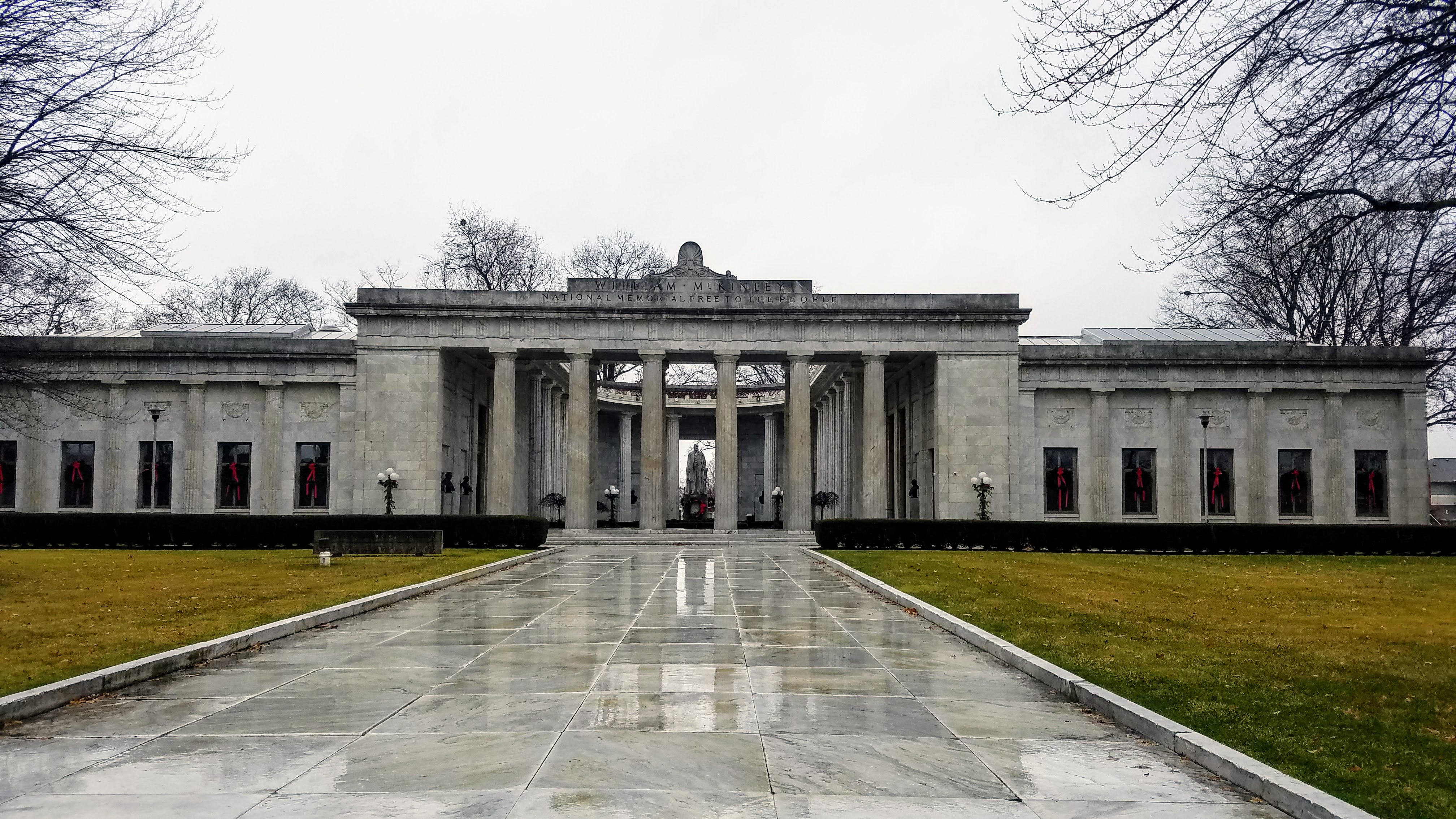
美国麦金莱出生地纪念馆。(现被列入美国国家史迹名录)

尼爾斯（Niles）是位於美國俄亥俄州杜倫巴爾縣的一個城市。據2010年人口普查，尼爾斯有人口19,266人。尼爾斯建城於1806年，過去是一座重工業城市。

## 外部連結
- City website （页面存档备份，存于）